# Mare Tranquillitatis pit
Mare Tranquillitatis pit (западина моря Спокою) — еліптичний отвір на поверхні Місяця в морі Спокою, розташований приблизно за 400 кілометрів від місця посадки Аполлона-11. Западина була створена лавовим тунелем і є найглибшою відомою западиною на Місяі з радіусом понад 100 метрів. Ця деталь рельєфу є першою доведеною місячною печерою. Це природне укриття потенційно може бути використане як місячна база.

## Опис
Западина розташована на поверхні Місяця в точці з координатами 8,3355°N, 33,222°E. Радарне зображення показало, що глибина центральної западини становить близько 105 метрів, а глибина навколишнього заглиблення - близько 20 м. Діаметр навколишнього заглиблення коливається від 140 до 146 метрів, а діаметр центральної западини – 88–100 метрів. Стінки западини на зображеннях видно на глибину близько 80 метрів. Радарні зображення показують, що порожнина охоплює всю окружність ями на глибині приблизно 40 метрів під поверхнею Місяця.
Дно западини під її східним боком нахиляється вниз під кутом від 10° до 20° на глибину щонайменше 135 метрів. Решта дна безпосередньо під отвором западини рівна і вкрита валунами, у тому числі два валуни розміром 8–10 метрів розташовані в південно-західній ділянці дна западини. Западина містить навислі стіни з північної, східної та західної сторін. Зображення не показують будь-яких особливих геологічних структур на поверхні поблизу ями.

#### Система печер
Радарні дослідження показують, що дно Mare Tranquillitatis pit простягається під землю за межі отвору принаймні на десятки метрів, потенційно вказуючи на наявність печери. Дослідження печери на основі радіолокаційних даних показує, що розмір підземної частини становить не менше 40 метрів в ширину, тягнучись до західної сторони западини. Западина утворилася з обваленого лавового тунелю. Дослідженням ще належить визначити, чи ця западина пов’язана з іншими місячними западинами.

## Дослідження
Западину вперше виявили в 2009 році камери орбітального апарата SELENE. Радарні дослідження, проведені науковою групою на чолі з професорами Університету Тренто Леонардо Каррером і Лоренцо Бруццоне та опубліковані 15 червня 2024 року, використовували радарні зображення з орбітального апарата Lunar Reconnaissance Orbiter, щоб визначити форму та структуру западини та пов’язані з нею геологічні структури.

#### Потенційне місце місячної бази
Дослідники відзначили, що підземний простір, пов’язаний з ямою, може зробити її потенційним місцем для майбутньої місячної бази, оскільки печера захищена від сонячного світла, космічних променів і мікрометеоритів. Вони також стверджували, що було б легше встановити та підтримувати місячну базу порівняно з будівництвом на поверхні, навіть враховуючи необхідність укріплювати стінки печери, щоб запобігти їх обвалу. Місячна база в такій западині могла б дозволити астронавтам проводити довготривалі місячні місії.